# 안석열
안석열(安奭烈, 1984년 10월 12일 ~ )은 대한민국의 전직 스타크래프트 프로게이머이다. Siva라는 아이디를 사용하며, 종족은 저그이다.
2003년 삼성전자 칸에 입단하며 프로게이머 생활을 시작했다.
2004년 7월 삼성전자 칸과의 계약이 만료되자 재계약을 거절하고, 잠시 잠적했다. 이후 20여일이 지난 후 헥사트론 드림팀(현 eSTRO)에 입단했다.
2005년 3월 팬택앤큐리텔 큐리어스(현 위메이드 폭스)로 이적했다.
2007년 2월 은퇴를 선언했다.

## 수상 경력
- 2004년 4월 제1회 커리지 매치 입상
- 2004년 5월 KBC 파워게임쇼 스타크래프트 신인왕전 준우승